# Ludwigstraße
Die Ludwigstraße ist neben der Brienner Straße, der Maximilianstraße und der Prinzregentenstraße eine der vier städtebaulich bedeutendsten Prachtstraßen der bayerischen Landeshauptstadt München. Der Architekturstil spiegelt die Vorliebe des Bauherren König Ludwig I. für Italien wider und zeigt Elemente der italienischen Neurenaissance und Neuromanik.

## Beschreibung

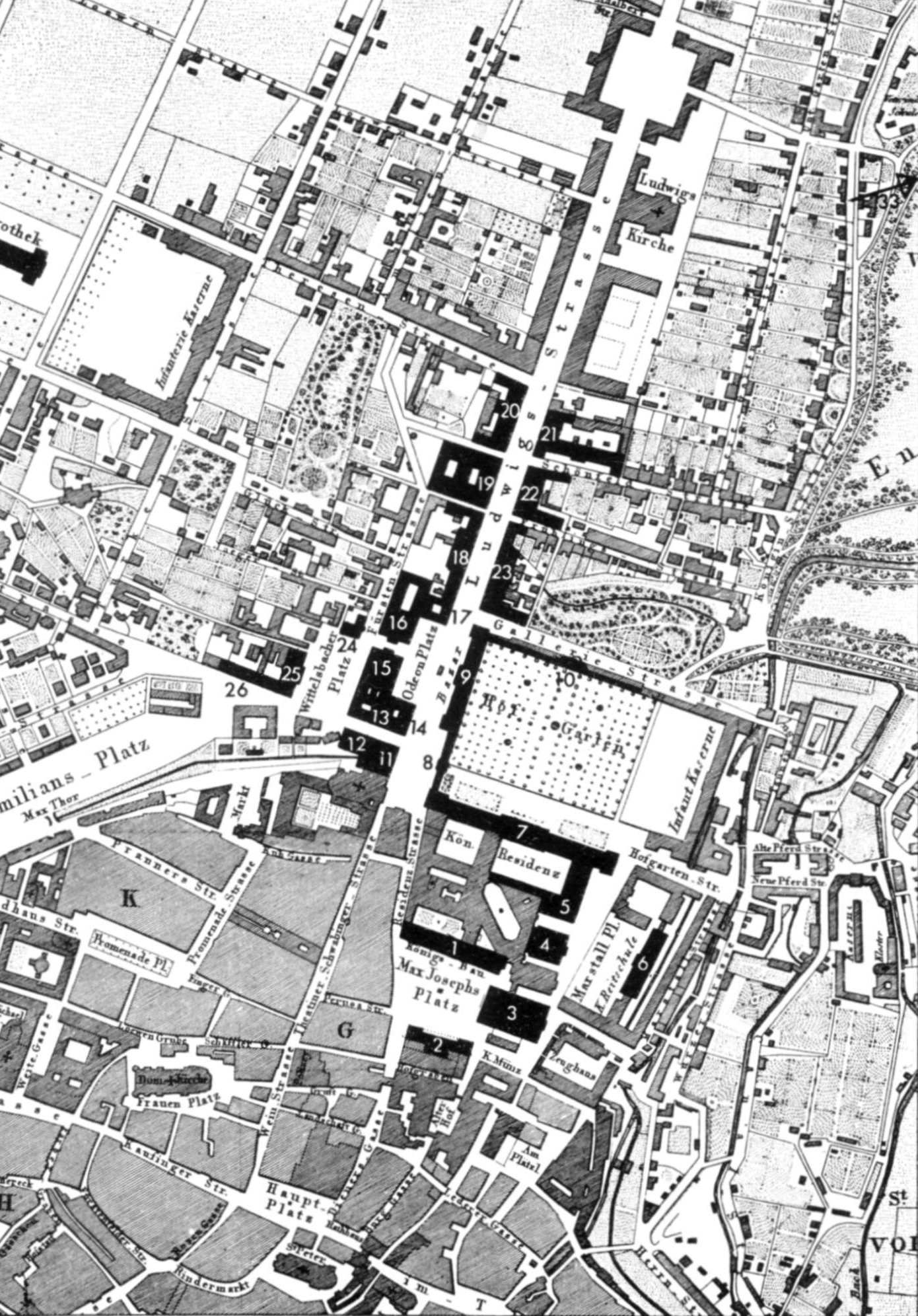
Plan der Ludwigstraße zur Klenzezeit

### Verlauf
Die Ludwigstraße beginnt am Odeonsplatz und verläuft geradlinig in nordöstlicher Richtung, etwa parallel zur Isar. Sie überquert den Altstadtring (Oskar-von-Miller-Ring/Von-der-Tann-Straße), weitet sich gegen Ende zu einem viereckigen Platz (Geschwister-Scholl-Platz/Professor-Huber-Platz), der von den Gebäuden der Universität umschlossen wird, bis sie am Siegestor endet. Ihre Verlängerung heißt ab dort Leopoldstraße.
Obwohl die Ludwigstraße offiziell erst nördlich des Odeonsplatzes beginnt, bildet sie zusammen mit dem Odeonsplatz eine architektonische und gesamtplanerische Einheit. Die Länge dieser Einheit von der Feldherrnhalle bis zum Siegestor beträgt 1 km. Südlich der Feldherrenhalle führen beidseitig die Residenzstraße und die Theatinerstraße in die Altstadt. Die im Jahr 2004 fertiggestellten Hochhäuser Highlight Towers stehen direkt in dieser Sichtachse; sie können also z. B. vom Odeonsplatz gesehen werden.

### Geschichte

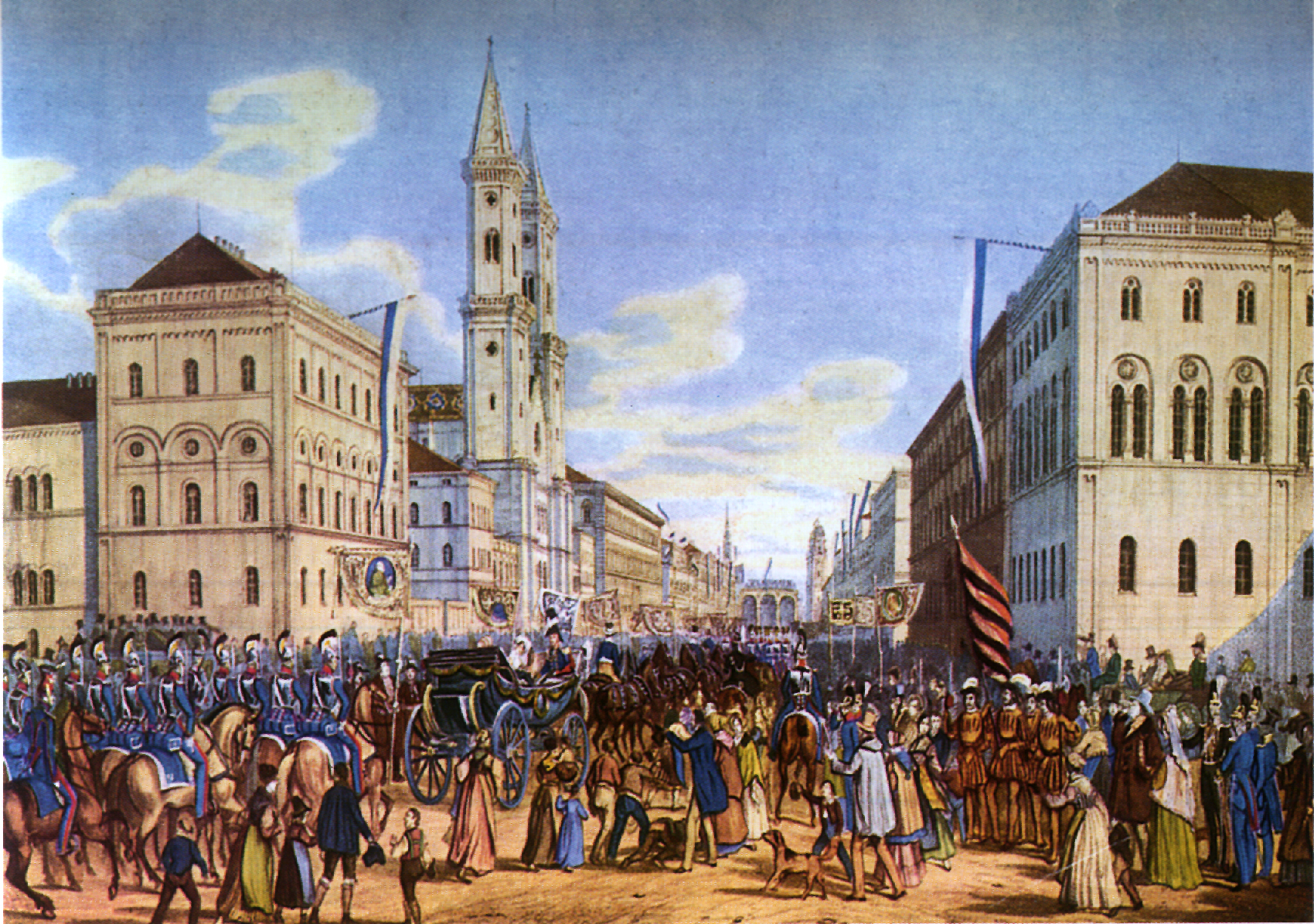
Die Ludwigstraße beim Einzug der Prinzessin Marie von Preußen 1842

Die Geschichte der Ludwigstraße beginnt 1808 mit einem städtebaulichen Wettbewerb für die nördliche Stadterweiterung, die heutige Maxvorstadt. Von den ersten Planungen an war die zentrale Straße durch die vorhandene Straße nach Freising vorgegeben, die ausgebaut werden sollte. Im ersten Teil seines Generalplans für die Stadt München hatte der Hofgartenintendant Friedrich Ludwig von Sckell 1811 noch eine vierreihige Alleepflanzung vorgesehen, die allerdings nicht ausgeführt wurde. Schon bald schaltete sich Kronprinz Ludwig, der spätere König Ludwig I., in die Planungen ein. Er hatte bereits 1803 als Student in der Stadtresidenz Landshut gelebt, einem Renaissancebau, der klassizistisch umgestaltet worden war. Der Kronprinz beauftragte er 1816 seinen Architekten Leo von Klenze mit der Gesamtplanung, der 1827 durch Friedrich von Gärtner abgelöst wurde. Ziel war eine Straße, welche die Säulen seines durch ihn restaurierten Königreiches repräsentiert: Wissenschaft und Kunst, römisch-katholisches Christentum und Königliche Regierung. Die Ludwigstraße hatte daher eine doppelte Klammer: Feldherrnhalle und Siegestor sind Anfang und Ende der Straße, die Musikhochschule, das Odeon am Odeonsplatz und das Hauptgebäude der Ludwig-Maximilians-Universität (damals einziges Gebäude der LMU) kurz vor dem Siegestor die andere Klammer, die die militärische unterstützen.
Die Ludwigstraße ist die erste Straße, in der der eigens für Ludwig I. entwickelte Baustil, der Rundbogenstil, vollständig eingesetzt wurde. Der von Klenze gestaltete Südteil weist Züge der Neurenaissance auf, während der Nordteil Gärtners mehr der Neuromanik zuneigt. Der Magistrat der kgl. Haupt- und Residenzstadt München war zuerst von den Ausmaßen der neuen Prachtstraße gar nicht begeistert. Die Stadtväter wollten eine Kürzung der Straße durchsetzen, da ihrer Meinung nach München nicht in 100 Jahren bis zu 1 km über die damalige Stadtmauer hinaus wachsen werde. Erst als König Ludwig I. mit der Verlegung der Residenz nach Ingolstadt oder Regensburg drohte, gab der Magistrat nach und genehmigte den Generalplan.
Unter der NS-Diktatur wurde radikal in das bauliche Gefüge der Ludwigstraße eingegriffen: So wurden vier Klenze-Häuser nördlich der Galeriestraße/Hofgarten für den Neubau der NSDAP-Gauleitung (heute Bayerisches Staatsministerium für Ernährung, Landwirtschaft und Forsten) abgerissen. Seither wird der fließende Übergang von der niedrigeren Bebauung der historischen Altstadt hin zu den monumentaleren Bauten ab etwa Höhe Schellingstraße unterbrochen. Ähnlich verhält es sich mit dem Neubau für die Reichsbank (auf Höhe der Von-der-Tann-Straße) und dem Haus des Deutschen Rechts durch Hans Frank 1936–1939 in Höhe Siegestor. Der Neubau der Reichsbank (heute Bundesbank-Bayern) entstand an Stelle des Herzog-Max-Palais, Klenzes schönsten Palastbaus. Dieser wurde 1936 auf Anordnung Hitlers abgerissen. Der Neubau wurde erst nach Kriegsende fertiggestellt.
Im Zweiten Weltkrieg wurde die Ludwigstraße 1944/1945 durch Bombenangriffe und Artilleriebeschuss sowie 1945 durch Straßenkämpfe teils schwer beschädigt; sie ist noch nicht in allen Details wiederhergestellt. In den 1960er und 1970er Jahren kamen der Durchbruch für den Altstadtring (Oskar-von-Miller-Ring/Von-der-Tann-Straße) unter Abriss zweier weiterer historischer Klenze-Häuser und mancher Fassadenumbau sowie Entkernung im Zuge des Projektes Stadtumbau gravierend dazu.
Von 1984 bis 1993 war die Ludwigstraße als Kandidatin für die Erhebung zum Weltkulturerbe auf der Tentativliste der UNESCO platziert.

### Bauwerke

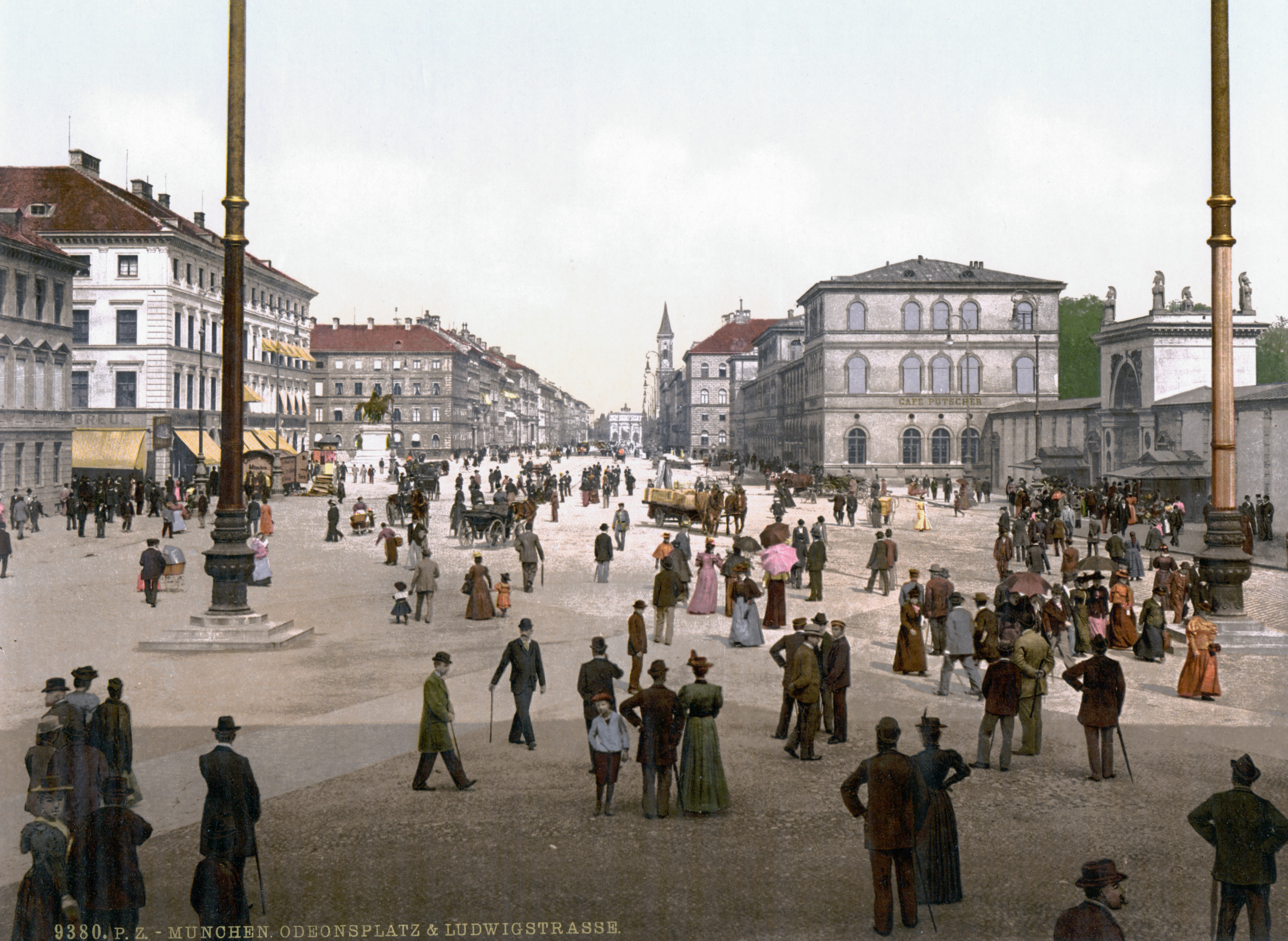
Blick von der Feldherrnhalle zum Siegestor, ca. 1900

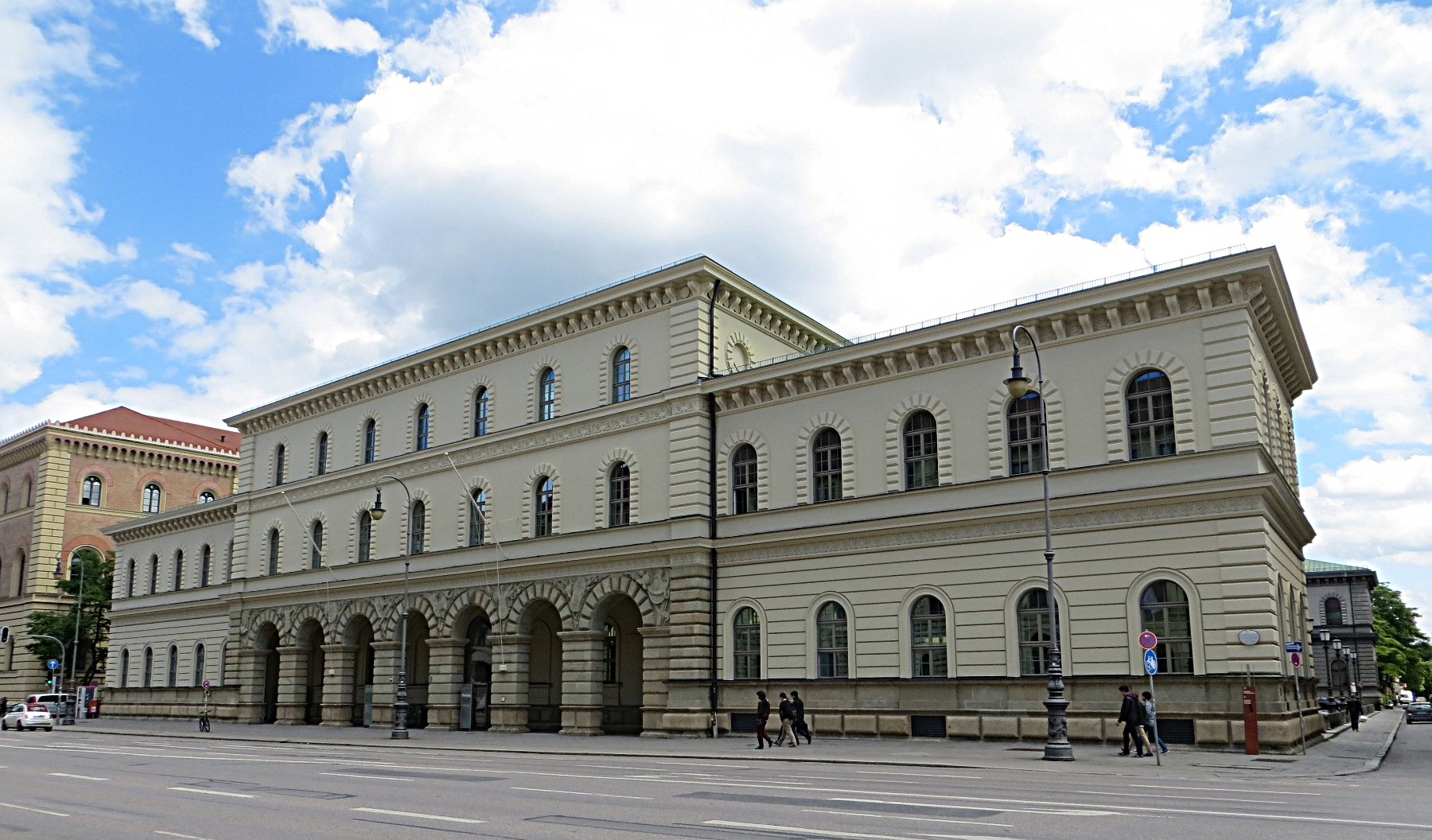
Bayerisches Hauptstaatsarchiv, ehemaliges Kriegsministerium

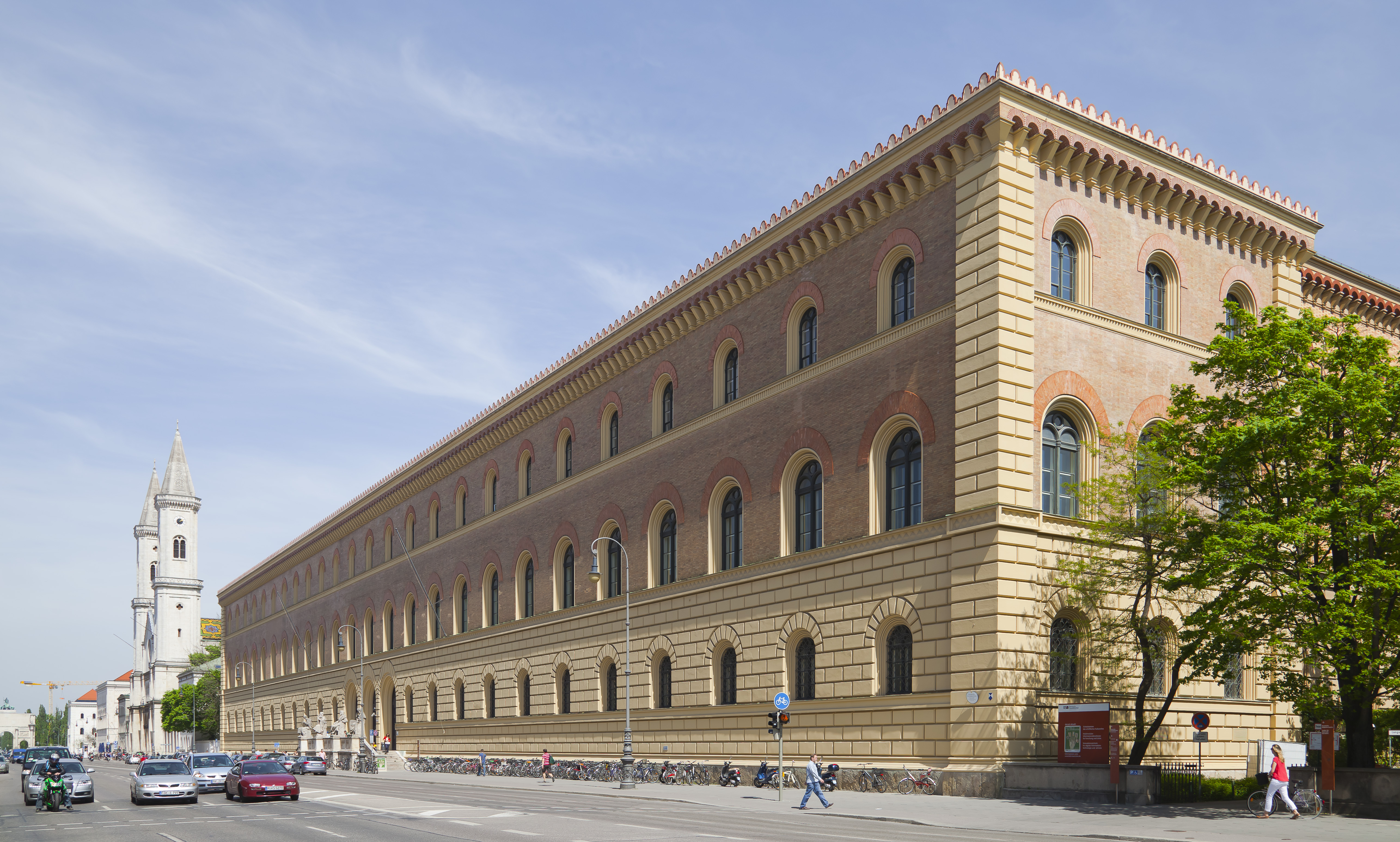
Ludwigskirche und Bayerische Staatsbibliothek

Die Ludwigstraße wurde als einziger, großer platzartiger Raum gestaltet, bis zu den Häuserabrissen und Straßendurchbrüchen der Nationalsozialisten gab es nur wenige, schmale Seitenstraßen. Mit den beiden Türmen der Ludwigskirche wurde zudem ein Gegengewicht zur prächtigen Theatinerkirche und ihren zwei Türmen am südlichen Ende der Straße geschaffen. Schon seit ihrer Entstehung haben öffentliche Gebäude das Gesicht der Ludwigstraße bestimmt.
Den südlichen Abschluss der Ludwigstraße bildet Gärtners Feldherrnhalle (1841–1844). Gleich weiter nördlich entstanden zuvor schon das Odeon und die Palais von Klenze am Odeonsplatz als Ausgangspunkt der Ludwigstraße. Gegenüber liegt das Bazargebäude am Eingang zum Hofgarten mit dem Hofgartentor, das seinerseits den östlichen Abschluss der Brienner Straße bildet. Die letzten noch von Klenze gestalteten Bauten folgen mit dem sogenannten Haslauer-Block (Ludwigstr. 6–10, 1827–1830, Wiederaufbau nach Totalverlust 1960 bis 1968) und dem Bau für das Königliche Kriegsministerium (Ludwigstr. 14, heute Bayerisches Hauptstaatsarchiv und Staatsarchiv München; 1824–1830).
Danach entstanden von Gärtner entworfene Bauten, beginnend mit dem langgestreckten Bau für die Bayerische Staatsbibliothek (Ludwigstr. 16, 1832–1842). Weiter nördlich liegen das Damenstiftsgebäude (Ludwigstr. 23, heute Bayerischer Verwaltungsgerichtshof, 1840–1843), das Blindeninstitut (Ludwigstr. 25, heute Philologicum der LMU, 1833–1825), die Kath. Pfarr- und Universitätskirche St. Ludwig (1829–1844) und die Verwaltung der ehemaligen BHS-Bayerische Berg-, Hütten- und Salzwerke AG (Ludwigstr. 27, heute Universitätsbibliothek der LMU) (1840–1843).
Am Universitätsforum, dem Geschwister-Scholl-Platz und dem Professor-Huber-Platz als Gegenstück, liegen das Hauptgebäude der Ludwig-Maximilians-Universität (Geschwister-Scholl-Platz 1, 1835–1840), das Georgianum (Professor-Huber-Platz 1, 1834–1841) und das Max-Josef-Stift (Professor-Huber-Platz 2 (heute Seminare der LMU), 1837–1840), allesamt von Gärtner. Mit dem Siegestor (1843–1852) gestaltete er auch den nördlichen Abschluss der Straße am Übergang zur Leopoldstraße. Neben dem Siegestor liegt die Akademie der Bildenden Künste München.
Die „Sisi“-Unterführung liegt an der Ecke Ludwigstraße und Oskar-von-Miller-Ring; Gestaltung des Fußgänger-Tunnels erfolgte durch den Graffiti-Künstler Loomit mit Motiven aus der Geschichte der Maxvorstadt. Die Straße ist als Ort des Kulturgeschichtspfads Maxvorstadt gelistet.
An der Ludwigstraße befinden sich außerdem folgende Brunnen:
- Schalenbrunnen (Geschwister-Scholl-Platz / Professor-Huber-Platz) (Friedrich von Gärtner, 1842–1844)
- Friedrich-von-Gärtner-Brunnen (in den Arkaden der Ludwigskirche) (Franz Mikorey, 1964)
- Leo-von-Klenze-Brunnen (in den Arkaden der Ludwigskirche) (Franz Mikorey, 1964)
- Blütenkelchbrunnen (im Hof des Landwirtschaftsministeriums) (Ernst Andreas Rauch, 1961)

## Vor- und Nachkriegsverluste

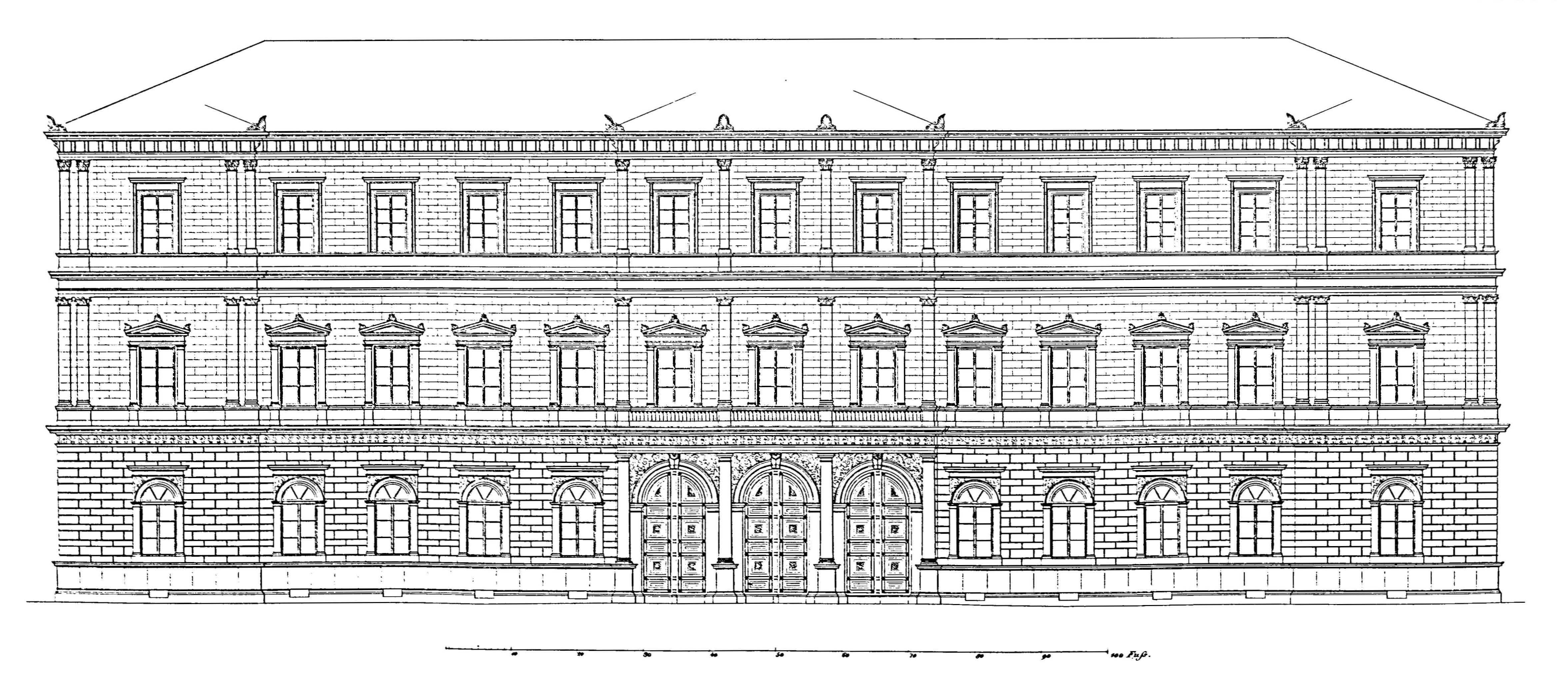
Herzog-Max-Palais, Aufriss der Fassade

Vorkriegsverluste sind die vier Häuser Meyer/Röschenauer (früher Ludwigstraße 28, 29, 30, 31; heute 2) und das Herzog-Max-Palais (früher Ludwigstraße 8, heute 13). Die vier Häuser Meyer/Röschauer wurden 1820/21 von Klenze erbaut und 1937 von den Nazis abgerissen, um Platz für den Neubau des Zentralministeriums (heute Landwirtschaftsministerium) und die Verbreiterung der Frühlingsstraße (heute Von-der-Tann-Straße) zu schaffen. Das Herzog-Max-Palais, Geburtshaus der späteren Kaiserin Elisabeth „Sisi“ von Österreich, wurde 1828/30 von Klenze erbaut und ebenfalls 1937 von den Nazis abgerissen, um Platz für den Neubau der Reichsbank (heute Bundesbank) und die Verbreiterung der Frühlingsstraße (heute Oskar-von-Miller-Ring) zu schaffen.
Nachkriegsverluste sind die Häuser mit der früheren Anschrift Ludwigstraße 6 und 7 (heute 11), die 1822/23 von Klenze erbaut wurden. Schon vor dem Krieg wollten die Nazis sie abreißen, um Platz für den Durchbruch der Frühlingsstraße (heute Oskar-von-Miller-Ring) zu schaffen, doch der Ausbruch des Krieges verhinderte die Umsetzung des Planes. Erst nach dem Krieg riss man das Eckhaus Ludwigstraße 7 ab, um Platz für den Altstadtring zu schaffen, und baute das Nachbarhaus Ludwigstraße 6 (heute 11) durch Hinzufügung zweier Fensterachsen zum Eckhaus um, so dass es seine Symmetrie verlor. Auf diese Weise wurden in der Nachkriegszeit gleich zwei Klenzebauten zerstört.

## Nutzung

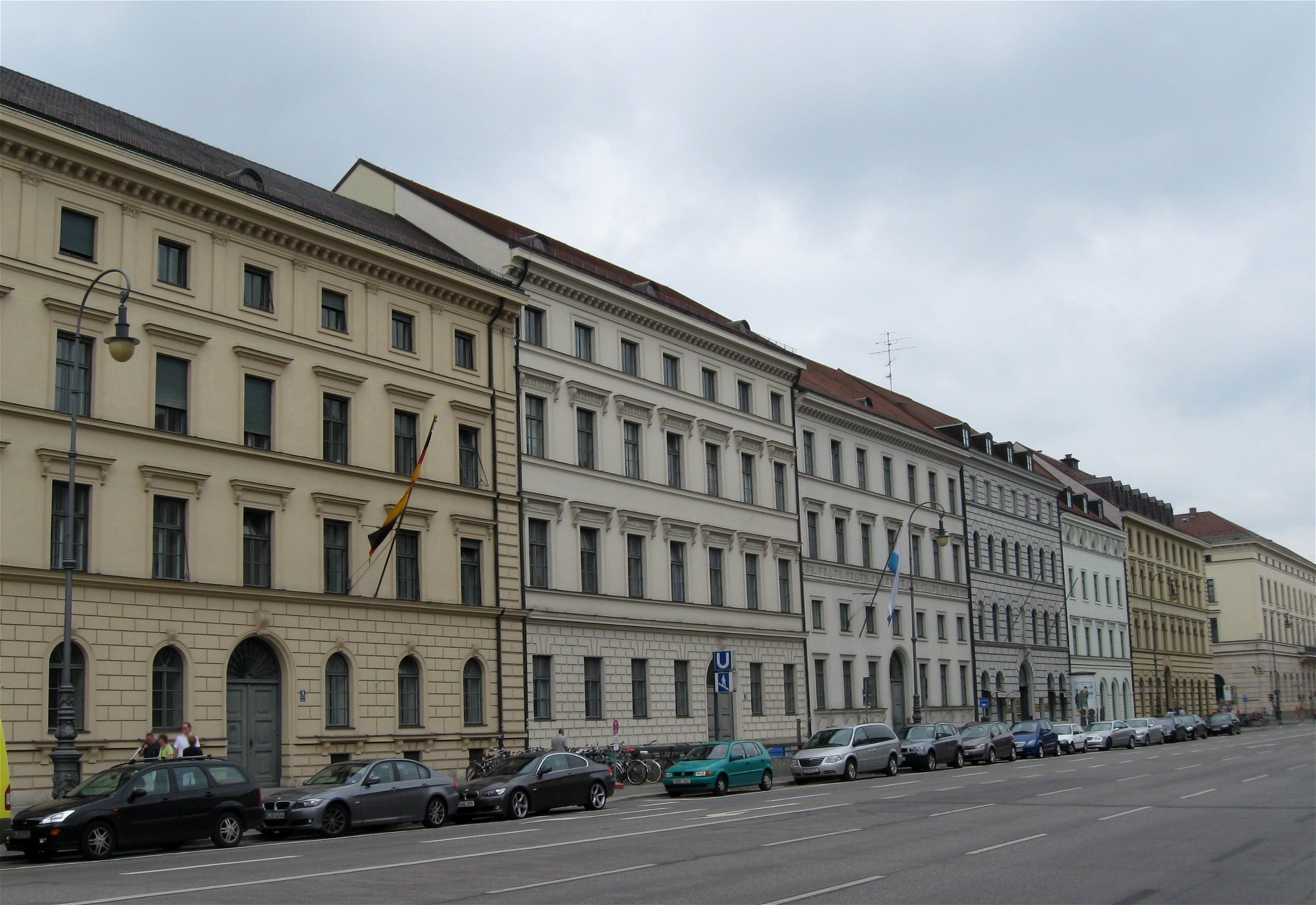
Häuser Ludwigstraße 1–13

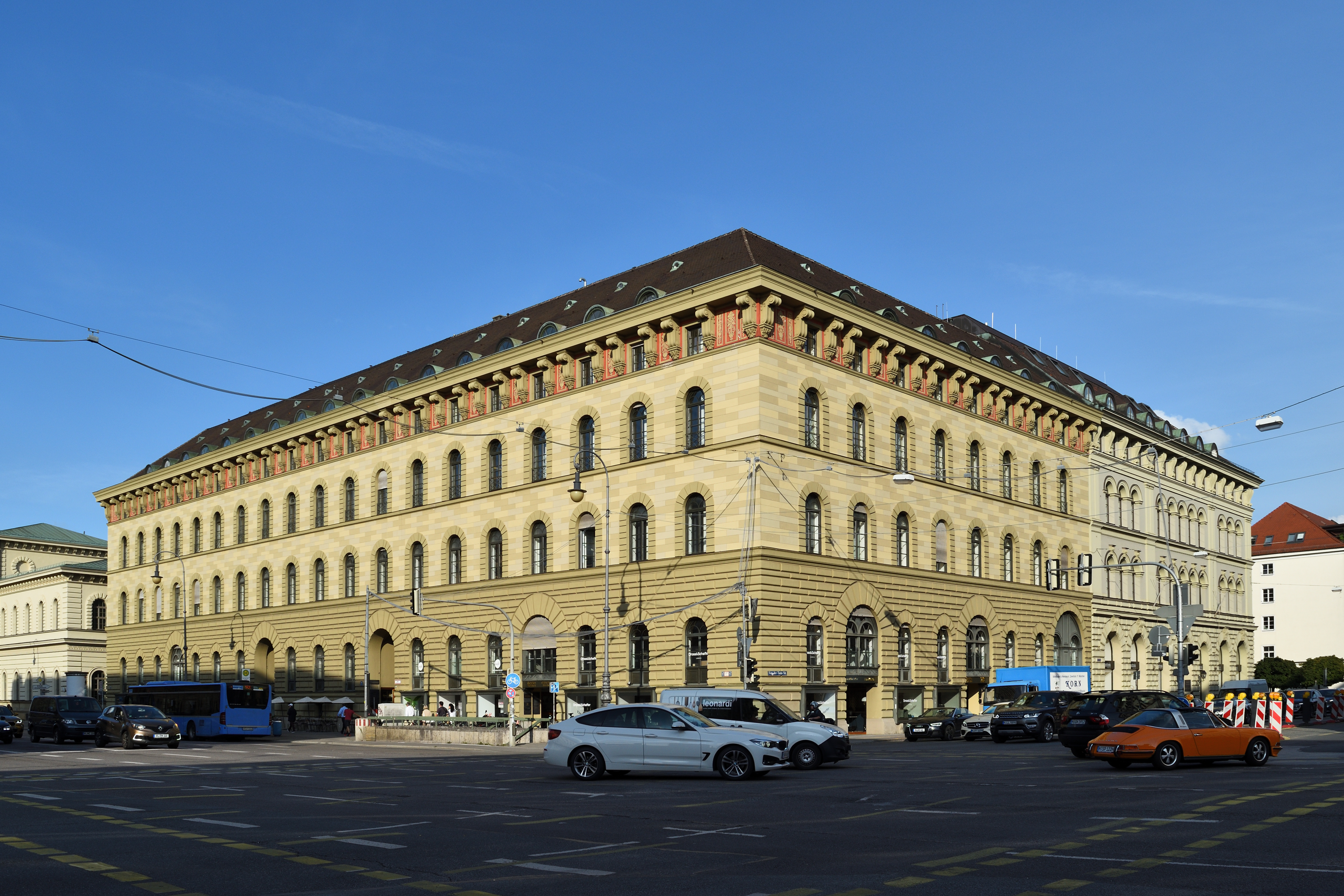
Haslauer-Block, Ecke Von-der-Tann-Straße

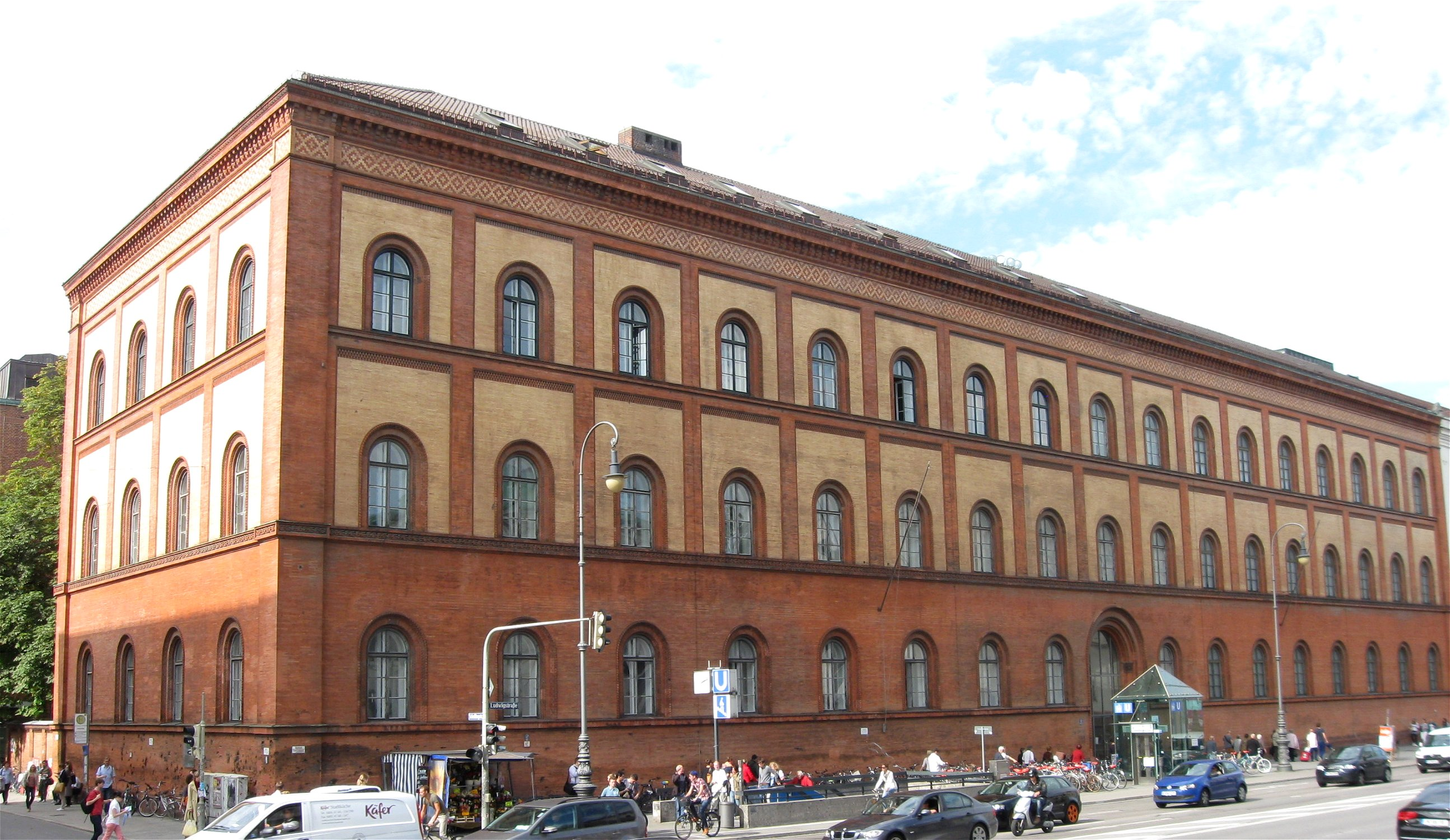
Universitätsbibliothek, ehemalige Salinendirektion

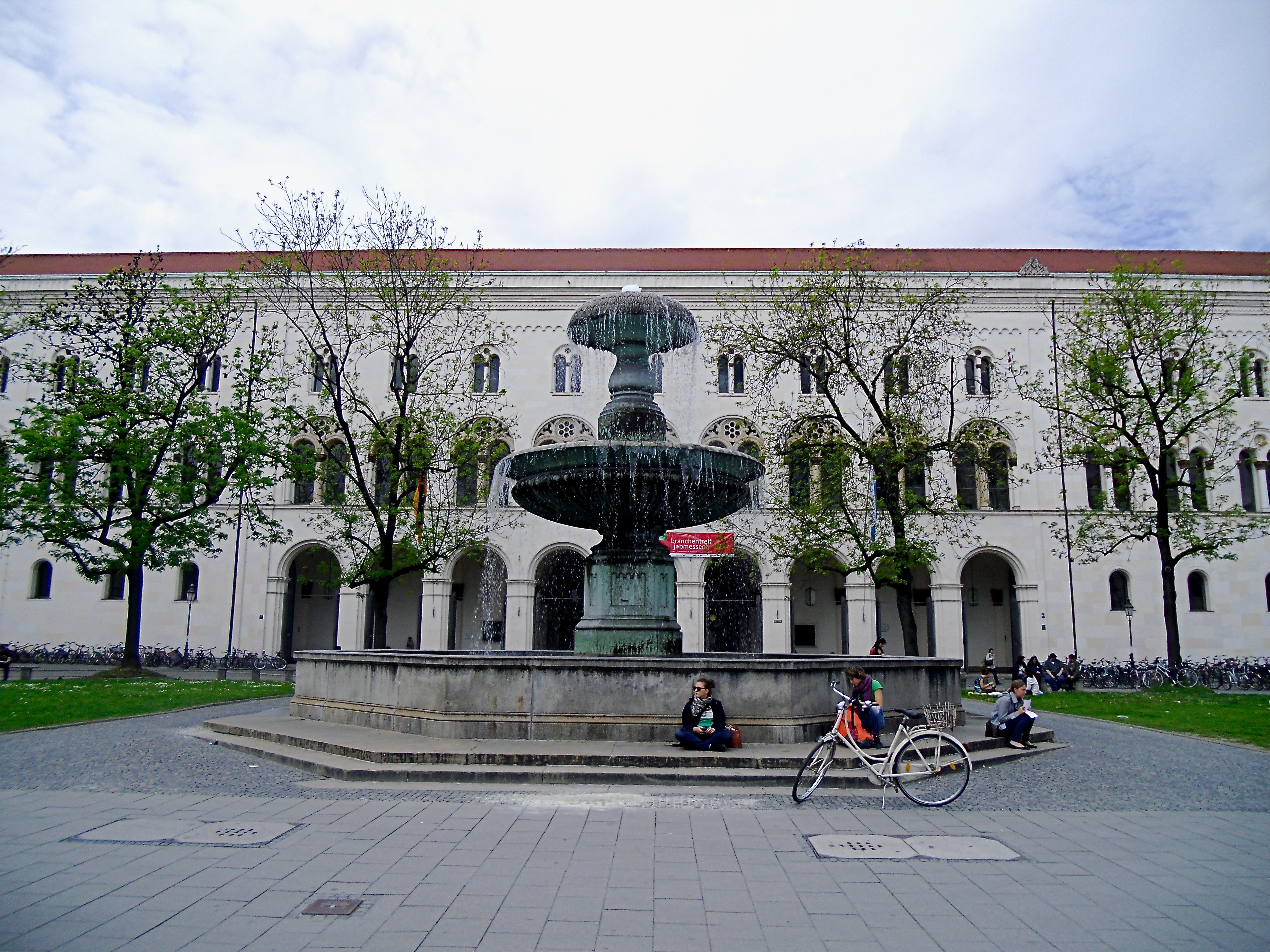
Ludwig-Maximilians-Universität mit Schalenbrunnen

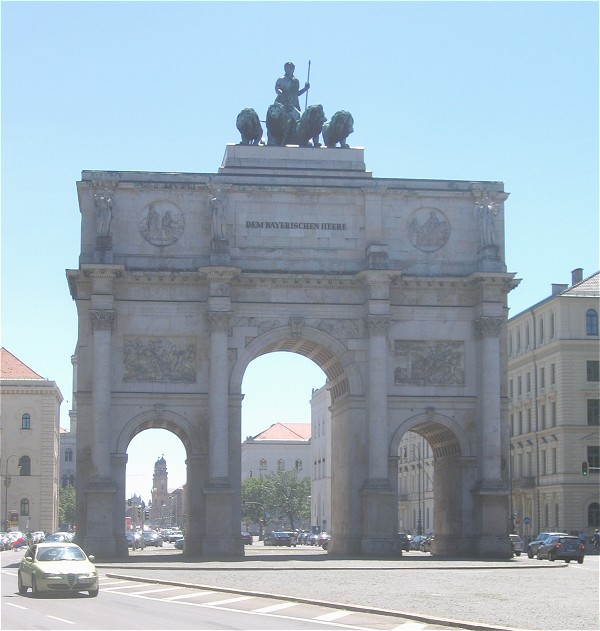
Siegestor mit Blick in die Ludwigstraße nach Süden

### Verkehr
Die Ludwigstraße war bis zum Bau der Fußgängerzone eine der wichtigsten Nord-Süd-Strecken. Seit dem Bau des Altstadtrings wird der meiste Verkehr auf Höhe der Von-der-Tann-Straße abgeleitet; nördlich davon und insbesondere ab der Schellingstraße nimmt der Verkehr stetig zu.
Im öffentlichen Nahverkehr besitzt die Ludwigstraße bis heute eine wichtige Funktion. Von 1877 bis 1971 verkehrten auf ihr mehrere Straßenbahnlinien, seit 1971 verläuft unter ihr die U3/6 (U-Bahnhöfe: Odeonsplatz, Universität). MVG-Buslinien durchlaufen die Ludwigstraße oder Teile von ihr.
Bei großen Sportereignissen wird die Ludwigstraße für den Autoverkehr gesperrt und Teil der Fanmeile (Münchner Freiheit bis zum Marienplatz).
Im Frühjahr 2019 begann die Umsetzung eines Konzepts der Stadt, die Nahtstelle zwischen Ludwig- und Leopoldstraße ästhetisch neu zu gestalten, indem eine haushohe Pappel-Allee vom Siegestor bis zu den Kopfbauten an der Universität als Fortführung des baumbestandenen Boulevards an der Leopoldstraße auch das Erscheinungsbild der nördlichen Ludwigstraße bestimmen soll. Da dadurch die historische rein steinerne Anmutung der Ludwigstraße mit ihrem durchgängig wandhaften Charakter verändert wird, wurde jedoch der Abstand zwischen den Bäumen so gewählt, dass die dahinter liegenden Fassaden weiterhin sichtbar bleiben wird.

### Veranstaltungen
Traditionell werden (Staats-)Paraden zu größeren Anlässen wie Trauerzüge (zuletzt für Franz Josef Strauß 1988), Abnahme der Siegesparaden (zuletzt für die heimkehrenden bayerischen Truppen des Deutsch-Französischen Krieges 1871) etc. durch die Ludwigstraße Richtung Feldherrnhalle geführt. Auch der Zugweg des traditionellen Trachtenzuges an jedem ersten Sonntag des Oktoberfests führt, von der Residenzstraße kommend, in einer Schleife über den Odeonsplatz zur Brienner Straße.
Im Sommer wird sie regelmäßig für Veranstaltungen wie den München-Marathon und Straßenfeste wie das Streetlife Festival, Saint-Patrick’s-Day-Parade, oder die Münchner Bladenight abschnittsweise oder ganz gesperrt. Auch nach sportlichen Großveranstaltungen (Fußball-EM/WM oder FC-Bayern-Erfolgen) wird sie oft von feiernden Fans genutzt. Seit 2002 findet an zwei Wochenenden im Jahr das Streetlife Festival auf der Ludwigstraße statt.

### Einrichtungen
Alle Einrichtungen ohne Odeonsplatz, für diese siehe dort.
- Bayerisches Staatsministerium für Ernährung, Landwirtschaft und Forsten
- Deutsche Bundesbank, Hauptverwaltung in Bayern
- Bayerisches Landessozialgericht
- Bayerisches Hauptstaatsarchiv und Staatsarchiv München
- Bayerischer Verwaltungsgerichtshof
- Bayerische Staatsbibliothek
- Staatliches Bauamt München 2
- Universitätsbibliothek der LMU München
- Katholische Pfarr- und Universitätskirche St. Ludwig
- CADU, Café an der Uni
- Ludwig-Maximilians-Universität München
- DenkStätte Weiße Rose
- Herzogliches Georgianum
- Obststandl-Didi